# Altes Gerichtsgebäude (Bad Rodach)

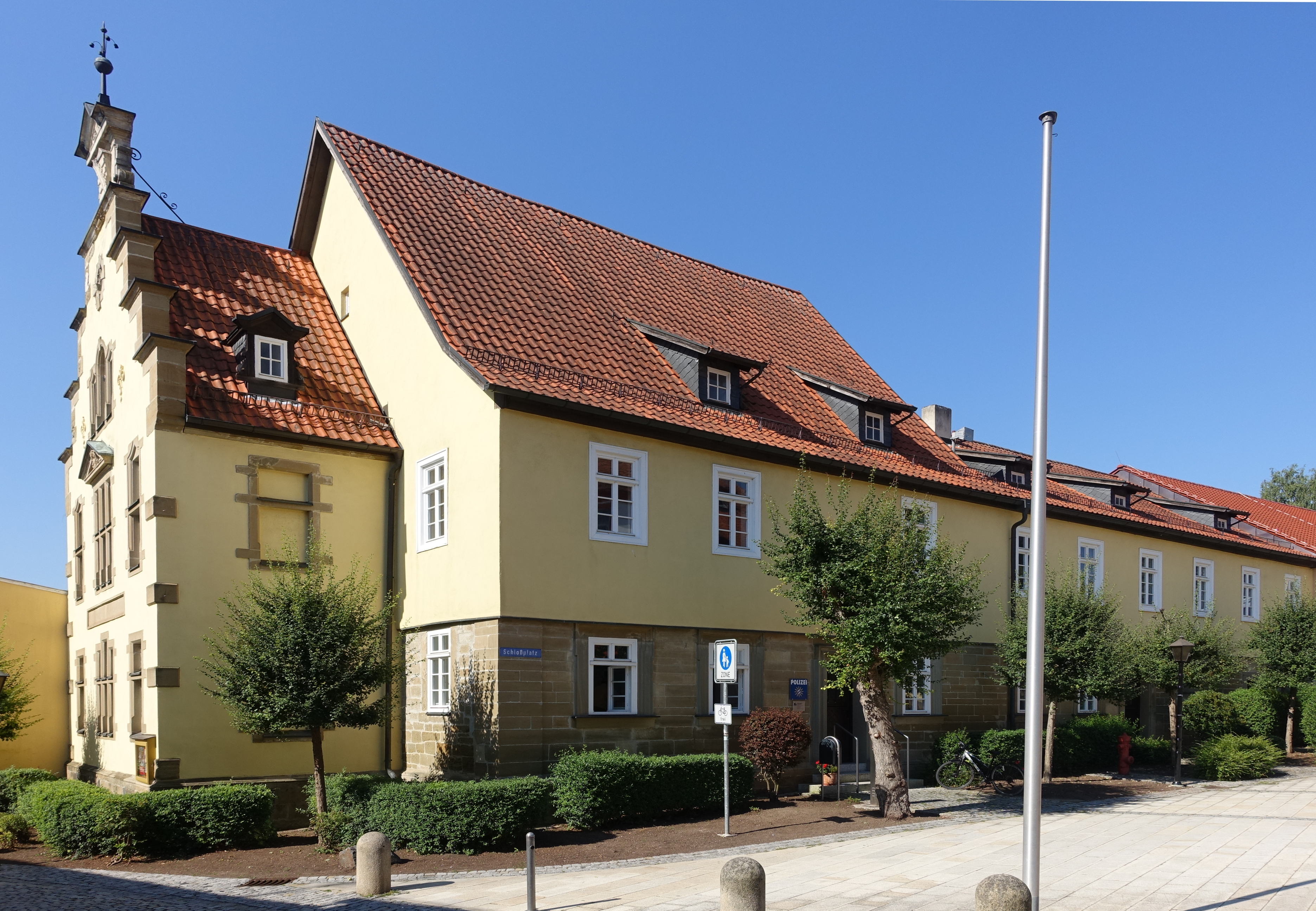
Altes Amtsgericht

Das Alte Gerichtsgebäude in Bad Rodach ist ein zweigeschossiges Gebäude mit Satteldach aus dem 17. Jahrhundert und steht am Schlossplatz 1.

## Geschichte
Es diente, solange die Herzöge von Sachsen-Gotha zur Jagd nach Rodach kamen, als Kavaliershaus, um dessen Jagdgäste zu beherbergen. Später, bis 1878, war es Herzogliches Justizamt, danach, bis 1943, Amtsgericht. Es hatte auch ein Gefängnis. Den Staffelgiebel im Baustil der Neorenaissance erhielt das Gebäude 1903. Nach 1945 bis zur Renovierung 1988 wurde das Haus verschieden genutzt. Bis zum Sommer 2013 war die Stadtbibliothek darin untergebracht, heute befindet sich in ihm u. a. das Polizeirevier. Das Gebäude steht unter Denkmalschutz.